# Nassarius crematus
Nassarius crematus là một loài ốc biển, là động vật thân mềm chân bụng sống ở biển thuộc họ Nassariidae.

## Miêu tả
Chiều dài vỏ dao động trong khoảng 13 mm đến 41 mm. Vỏ hình tròn, có dạng củ, với bốn chóp nhọn ở đỉnh đầu. Trong nhiều mẫu vật, có thể thấy phần môi ngoài rất lớn; thành vòm miệng chiếm hầu hết mặt trước của mẫu.